# U.S. Route 23
U.S. Route 23 (ou U.S. Highway 23) é uma autoestrada dos Estados Unidos.
Faz a ligação do Sul para o Norte. A U.S. Route 23 foi construída em 1926 e tem 1 536 milhas (2 472 km).

## Principais ligações
Autoestrada 16/75 perto de Macon

 Autoestrada 20 em Atlanta

 Autoestrada 40 perto de Asheville

 Autoestrada 64 perto de Ashland

 Autoestrada 70/71 em Columbus

 Autoestrada 94 em Ann Arbor